# Alles, was von Gott geboren
Alles, was von Gott geboren (Tout ce qui est né de Dieu) (BWV 80a) est une cantate de Johann Sebastian Bach composée à Weimar en 1715 pour le troisième dimanche de carême et dirigée pour la première fois le 24 mars de cette même année en la chapelle ducale de Weimar. La musique est complètement perdue mais son arrangement a été utilisé pour la cantate Ein feste Burg ist unser Gott, (BWV 80).

## Histoire et livret
À Weimar, Bach était l'organiste de cour du prince Johann Ernst de Saxe-Weimar. Le 2 mars 1714, il est promu « maître de concert », un honneur qui implique la représentation mensuelle d'une cantate religieuse dans l'église du château. Bach compose la cantate pour l'oculi, le troisième dimanche de carême. Les lectures prescrites pour ce dimanche sont tirées de l'épître aux Éphésiens, conseil pour une vie juste (chapitre 5 :1–9), et de l'évangile selon Luc, chasser un démon (chapitre 11: 14–28). Le texte de la cantate est écrit par le poète de cour, Salomon Franck et publié en 1715 dans les « Evangelisches Andachts-Opffer ». Le texte du premier mouvement paraphrase un vers de la première épître de Jean, "« Car qui est né de Dieu triomphe du monde » (chapitre 5 =4). Le choral final reprend la deuxième strophe de l'hymne de Luther Ein feste Burg ist unser Gott.
Alfred Dürr suggère le 24 mars 1715 comme date de la première représentation tandis que K. Hofmann propose le 15 mars 1716. Bach ne peut diriger l’œuvre à Leipzig parce qu'aucune cantate ne peut y être jouée durant le carême. Il la développe en 1724 pour sa cantate chorale Ein feste Burg ist unser Gott, (BWV 80), pour le jour de la réforme. Les deux premiers mouvements, aria et récitatif, deviennent les deuxième et troisième mouvements de cette dernière cantate, les quatrième et cinquième mouvements, récitatif et aria, les sixième et septième mouvements.

## Structure
Il y a six mouvements :
1. aria (basse) : Alles, was von Gott geboren
2. récitatif (basse) : Erwäge doch
3. aria (soprano) : Komm in mein Herzenshaus
4. récitatif (ténor) : So stehe denn bei Christi blutgefärbten Fahne
5. duo (contralto et ténor) : Wie selig ist der Leib, der, Jesu, dich getragen
6. choral : Mit unser Macht ist nichts getan

## Musique
Bien que la musique soit perdue, on peut en déduire certains aspects à partir de la subséquente cantate du jour de la réforme. La première aria contient probablement un cantus firmus instrumental tiré du choral de Luther Ein feste Burg ist unser Gott, chanté par la soprano dans la BWV 80. Les deux récitatifs commencent secco et se terminent en arioso. Le premier insiste sur daß Christi Geist mit dir sich fest verbinde, le second sur dein Heiland bleibt dein Hort (« ton sauveur demeure ton bouclier »). Le choral final est une disposition en quatre parties de la deuxième strophe de l'hymne de Luther.

## Source
- (en) Cet article est partiellement ou en totalité issu de l’article de Wikipédia en anglais intitulé « Alles, was von Gott geboren, BWV 80a » (voir la liste des auteurs).